# La Granja (Chile)
La Granja es una comuna ubicada en el sector sur de la ciudad de Santiago, capital de Chile. Se encuentra en la Provincia de Santiago de la Región Metropolitana de Santiago. Posee una extensión de 10,4 km², con una población de 116 571 habitantes, su densidad es de 11 657,1 hab/km². Integra junto con las comunas de Santiago, Providencia, Macul, Ñuñoa, y San Joaquín el Distrito Electoral N.º 10 y pertenece a la Circunscripción Senatorial 8.ª Santiago Oriente.  Limita al norte con San Joaquín, al este con La Florida, al oeste con San Ramón y al sur con La Pintana. 
La comuna de La Granja es un territorio urbano con viviendas e importantes empresas relacionadas con la madera, manufacturas y metales. Como atractivos turístico-culturales, en ella se encuentran el MIM (Museo Interactivo Mirador), el Centro Cultural Espacio Matta y el Parque Brasil.

## Historia

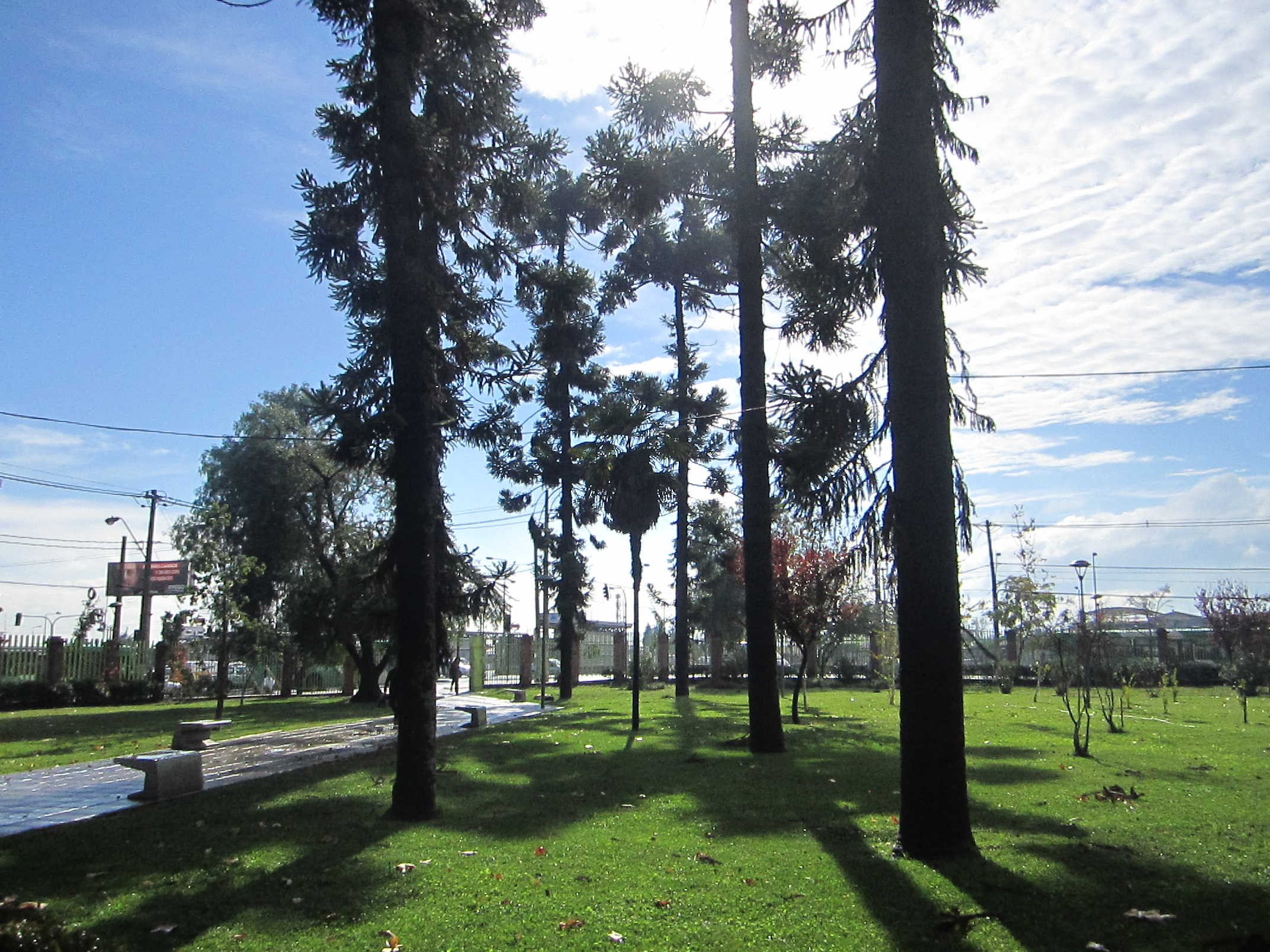
Actual Plaza Cívica de la comuna, localizada en el paradero 25 de Santa Rosa.

En 1571 el Cabildo de Santiago hizo donación a Pedro de Miranda de algunos terrenos baldíos, tierras de secano, que se encontraban ubicadas en el sector norte del río Maipo.
En 1708 los jesuitas, que a la sazón eran los propietarios de la Estación Chequén, construyeron algunos canales de regadíos, convirtiendo estas tierras en las más fértiles de la Región.
Su territorio era de 4756 hectáreas, de propiedad del director supremo Bernardo O'Higgins, que fueron después donadas por este a sus colaboradores en méritos de sus servicios, conformando una hermosa zona agrícola. Junto a esto, en 1821 cedió a los padres franciscanos del convento máximo de Santiago unas cuantas cuadras de terreno en la comuna, a cambio de otras cuadras que dicha congregación poseía en lo que es ahora la Avenida Matta, de Santiago.
Por ley del 18 de noviembre de 1892, publicada en el Diario Oficial N.º 4376, se creó la Municipalidad de La Granja con las subdelegaciones 17.ª, La Granja y 18.ª, Camino de Santiago del Departamento de La Victoria, durante la presidencia del cuarteto formado por Jorge Montt, Ramón Barros Luco y Waldo Silva.
El nombre de La Granja deriva, se supone, de un antiguo dueño de los terrenos, de nacionalidad española, oriundo de una ciudad de España del mismo nombre.
La primera concentración de población y servicios municipales se centró entre los paraderos 25 y 27 de la actual Avenida Santa Rosa. Su primer alcalde fue Roberto Vial. Durante la primera mitad del siglo XX circuló entre la Municipalidad de la comuna y la esquina del entonces «camino de la Granja» (actualmente Avenida Circunvalación Américo Vespucio) con la Gran Avenida José Miguel Carrera una línea de tranvías a tracción animal (también denominados «carros de sangre»).
La Congregación Franciscana tuvo gran importancia en la historia de la Comuna, creando la primera Capilla alrededor de los años 1824-1825, donde celebraban misa domingos y festivos y daban una Misión cada año en los tiempos de Cuaresma. Existió hasta el año 1901, y el 18 de septiembre de ese año, después de la misa fue demolida. Al año siguiente se colocó la primera piedra del actual templo, y su construcción finalizó el año 1908. (Actualmente esta iglesia, situada en Sta. Rosa con Américo Vespucio, está inserta en la comuna de San Ramón, y fue declarada Monumento Nacional).
Francisco Solano Asta-Buruaga y Cienfuegos escribió en 1899 en su Diccionario Geográfico de la República de Chile: 288  sobre el lugar al cual denomina como 'caserío':

Granja (La).-—Caserío del departamento de la Victoria, situado á unos cuatro kilómetros hacia el E. de San Bernardo. Contiene como cien habitantes y una pequeña iglesia de los padres franciscanos con fértiles contornos de cultivos. En este sitio se proyectó establecer en un principio dicha ciudad de San Bernardo.

El geógrafo chileno Luis Risopatrón lo describe como una ‘aldea’ en su libro Diccionario Jeográfico de Chile en el año 1924:: 361 

Granja (Aldea La) 33° 33' 70° 39'. De corto caserío, con servicio de correos, se encuentra a unos 7 kilómetros hacia el S de la ciudad de Santiago, en el camino de Santa Rosa. 68, p. 98; i 101, p. 443; lugarejo en 63, p. 262; i caserío en 155, p. 287.

Esta gran iniciativa la tuvo el padre Juan Bautista Díaz, quien además creó el noviciado de La Granja y la Escuela Mixta el año 1895, a la que en 1897 asistían 42 niñas en la jornada de la mañana, 57 niños en la tarde, y 43 obreros en jornada nocturna. Este sacerdote, además, gozaba del cariño y respeto de personas acomodadas que le brindaban su apoyo para realizar estas obras.
El 30 de mayo de 1925 fue creada la comuna y subdelegación de Cisterna, absorbiendo en sus límites parte del territorio de La Granja, mientras que el Decreto con Fuerza de Ley 8583 del 30 de diciembre de 1927 suprimió completamente la comuna de La Granja y la anexó a La Cisterna. Ajena a todo progreso durante 14 años, surge entre algunos vecinos, inspirados por Monseñor Bernardino Berrío y ayudado por Santo Durán, Alberto Reyes, Custodio Barrera y José Ghiardo, el deseo de tener otra vez vida propia. La ley 6358 del 13 de julio de 1939 restableció la comuna de La Granja, y la sesión constitutiva del municipio se realizó a bordo del automóvil de Roberto Phillips Reyes, debido a la falta de un espacio físico donde reunirse.
Entre 1967 y 1978 perteneció al Departamento Presidente Aguirre Cerda, y desde entonces a la nueva provincia de Santiago. En 1984 son segregadas de su jurisdicción las actuales comunas de San Ramón y La Pintana.

## Medio ambiente

### Geomorfología y componentes abióticos

Trazado simplificado de los ecosistemas presentes en la comuna de La Granja.

La comuna de La Granja se encuentra emplazada en la unidad geomorfológica de Cuenca de Santiago; y presenta según la clasificación climática de Köppen clima mediterráneo de lluvia invernal (Csb). Esta además se halla en la cuenca hidrográfica de río Maipo.

### Componentes bióticos
Dentro del territorio de la comuna se podrían hallar los siguientes ecosistemas; sin embargo, debido a que la totalidad de su superficie se halla urbanizada, no existen vestigios de zonas naturales sin intervención humana:
- Bosque espinoso mediterráneo andino donde predominan Acacia caven y Baccharis paniculata (Vulnerable)
- Bosque espinoso mediterráneo interior donde predominan Acacia caven y Prosopis chilensis (Vulnerable)

### Medidas de protección ambiental y conflictos socioambientales
Hasta 2022, la comuna de La Granja no cuenta con áreas territoriales destinadas a la protección ambiental.

### Áreas verdes

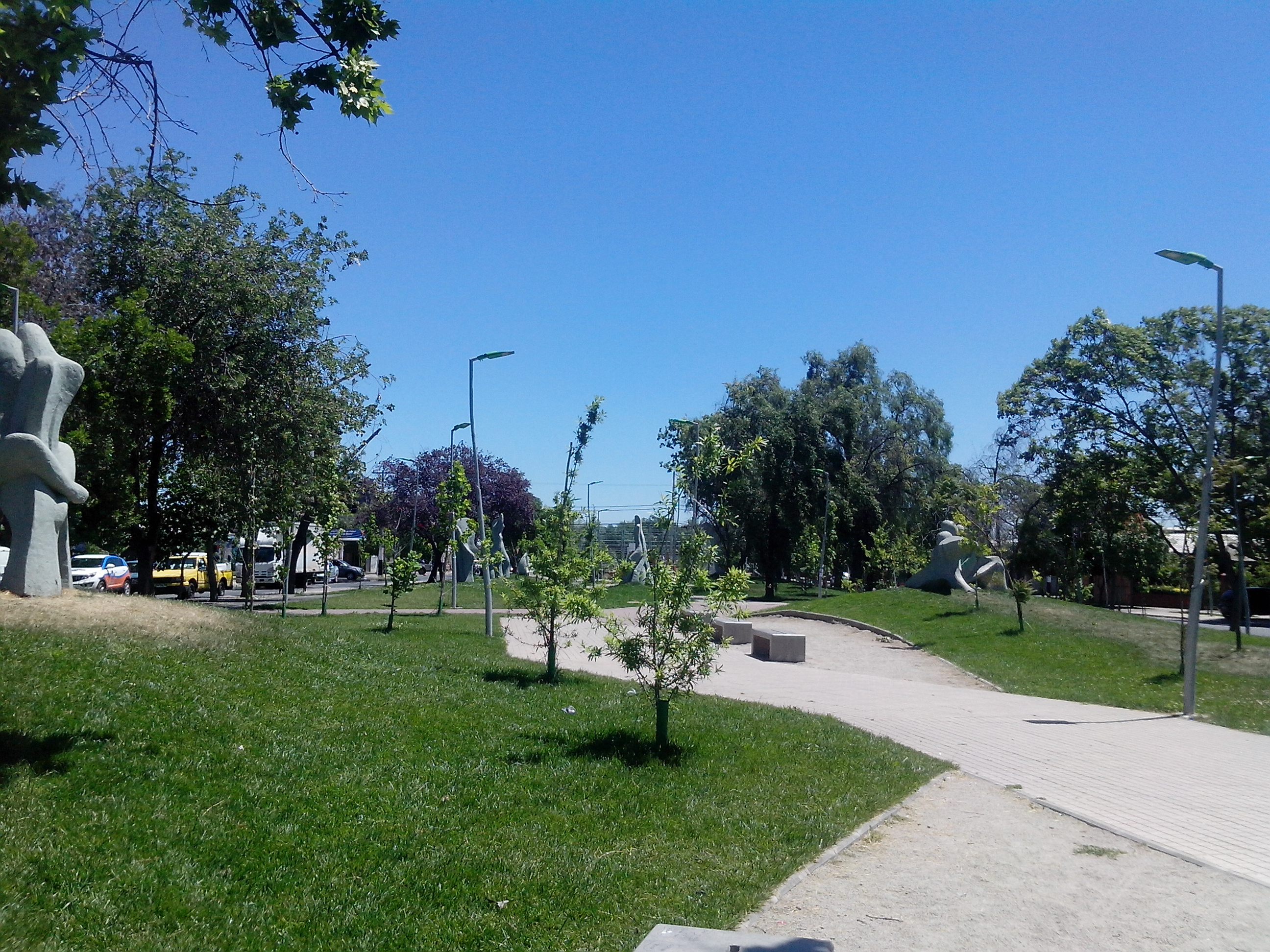
Parque Combarbalá.

En cuanto a las áreas verdes, la comuna cuenta con una impresionante red de parques que incluye el Parque Brasil, Parque Combarbalá, Parque Esteban Gumucio, Parque Vespucio, Parque Atilio Gaete Alcántara, Parque Avenida Estadio, Parque Avenida La Serena, Parque Juan Meyer y Parque Vicuña Mackenna.
El Parque Brasil es el principal parque de la comuna de La Granja. Es uno de los mayores en extensión en la ciudad de Santiago y en el país con 51 hectáreas. Posee diversas instalaciones deportivas (canchas para fútbol y otros deportes), una granja educativa, una laguna artificial, zonas para pícnic, pistas de BMX y se pueden hacer actividades como paintball, paseos en bote y canopy. En 2016 se anunció el lanzamiento de un plan maestro con vistas a convertir esta pulmón verde en uno de los más modernos de Chile.
Por otra parte, el Parque Combarbalá es la segunda área verde más importante de la comuna. Está localizado en el corazón de la población Malaquías Concha, en la calle que lleva el mismo nombre del parque. Construido en la década de los 80 gracias a los programas PEM y POJH fue reconstruido entre 2015 y 2016 para modernizar sus estándares. Cuenta con skatepark, anfiteatro, ciclovía y multicanchas. Está engalanado con 8 obras del escultor Jorge Vallejos en un conjunto denominado "Arquetipo Cosmogónico Regenerador del Tiempo".
Las plazas también juegan un papel importante en el paisaje urbano. Entre ellas se encuentran la Plaza Cívica de La Granja, Plaza Juan Pablo II, Plaza Hueñe Mapu, Plaza Manuel Ormeño, Plaza Mañío, Plaza Cardenal Raúl Silva Henríquez, Plaza Los Lilenes, Plaza Valdivia, Plaza San Gregorio (Valdivia con Coronel), Plaza 8 Oriente, Plaza Los Talabarteros, Plaza Juan Meyer, Plaza Dagoberto Godoy, Plaza Cordillera de Los Andes, Plaza Ignacio Serrano, Plaza Pedro Lira, Plaza Los Paltos, Plaza Poeta Neruda y Plaza Benjamín Subercaseaux.
La red comunal de plazas menores y plazoletas abarca cerca de un centenar de áreas verdes, cuyas superficies no superan los 2500 metros cuadrados. Mientras que la red comunal de paseos peatonales, construida a partir del año 2000 durante la gestión del alcalde Claudio Arriagada, incluye destacados paseos como el Paseo Peatonal Linares, Paseo Peatonal San Gregorio, Paseo Peatonal Padre Juan Meyer, Paseo Peatonal Valdivia, Paseo Peatonal Los Vilos, Paseo Peatonal La Serena, Paseo Peatonal Coronel, Paseo Peatonal El Parque, Paseo Peatonal El Tabo, y Paseo Peatonal Tomé, entre muchos otros.

## Demografía

### Evolución poblacional

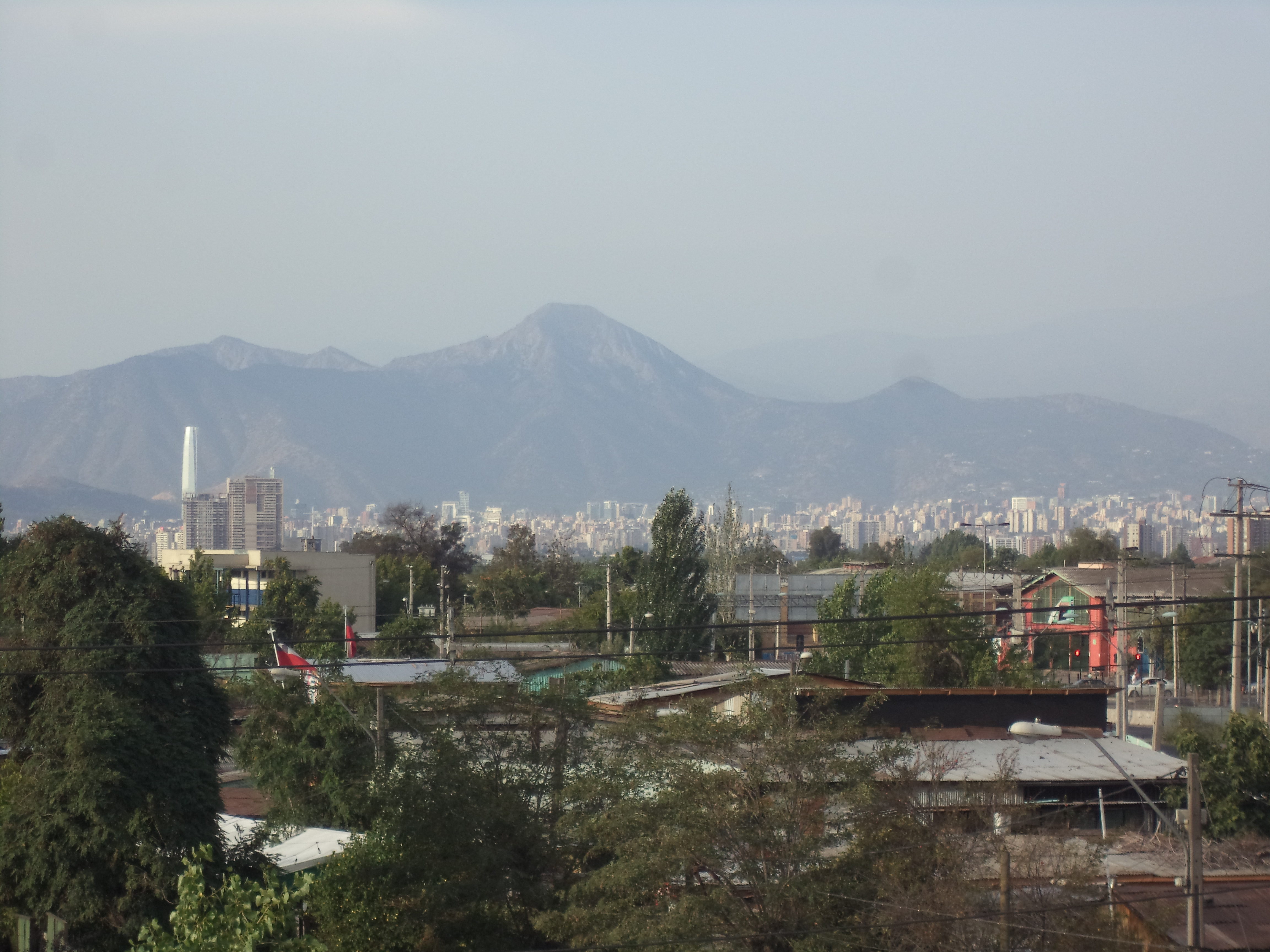
Población San Gregorio

En el año 1895, la comuna de La Granja contaba con 3896 habitantes. En 1907 la población era de 5178 habitantes distribuidos de la siguiente manera:
17° Subdelegación La Granja
- Distrito San Antonio : 707 hab.
- Distrito La Granja : 127 hab.
- Distrito El Castillo : 679 hab.

18° Subdelegación Camino de Santiago
- Distrito Lo Ovalle : 1449 hab.
- Distrito Camino de Santiago : 1316 hab.

El crecimiento poblacional empieza a intensificarse desde los años 1940: 112 habitantes por km². Las avenidas Gran Avenida (Camino de Santiago), Santa Rosa y Vicuña Mackenna llevaron la ciudad hasta los pueblos semirrurales de La Cisterna, La Granja y Puente Alto, acabando con las célebres viñas del Llano del Maipo, y atrayendo innumerable migración poblacional.
La comuna estuvo en sus inicios dividida en tres distritos y posteriormente en cinco: San Ramón, Malaquías Concha, La Granja, La Bandera y San Antonio. Posteriormente de La Granja nacieron las comunas de San Ramón y La Pintana, por el D.F.L. N.º 1-33-260, del 17 de marzo de 1984.
Los resultados del Censo 2002, arrojaron para La Granja una población total de 132 520 personas. De las cuales 64 750 son hombres y 67 770 son mujeres. De ese mismo total, 41 682 son niños y adolescentes hasta los 17 años. Luego hay 80 806 personas entre los 18 y los 64 años y 10 032 en adultos mayores. Jefes de hogar hay 34 422, de los cuales 11 846 son mujeres.[cita requerida]
En La Granja, una mayoría de la población se declara católica, esto es 63 446 personas. Le siguen las personas de confesión evangélica con un total de 17 331. Luego hay 5095 personas que declaran tener otra religión y 9530 dicen no tener religión, ser ateos o agnósticos.[cita requerida]
Los resultados del Censo 2012, por su parte revelaron un fuerte descenso de la población comunal registrándose un total de 121 214 habitantes. Esto debido principalmente a la ausencia de crecimiento habitacional en la comuna lo que ha obligado a las personas más jóvenes a emigrar.

### Barrios
La Granja se divide en un total de 69 poblaciones y villas que se agrupan en 17 unidades vecinales. Las siguientes poblaciones y villas conforman los barrios de la comuna:
- Villa Brasil
- Población Joao Goulart
- Población Yungay
  - Villa Esmeralda
- Villa Iberia
- Villa Toronto
- Villa Ovalle
- Villa Los Abedules
- Población Sanitas
- Población Santa Rosa Oriente
- Población Ghiardo
- Villa Combate Naval de Iquique
- Villa Santa Inés
- Villa San Pedro
- Población Porvenir
- Población Ramón Larraín
- Población Miguel Adasme
- Barrio Industrial La Victoria
- Malaquías Concha
- Población San Gregorio
  - Villa San Gregorio
  - Villa Nueva San Gregorio
- Villa Las Dalias
- Villa Dagoberto Godoy
- Villa Naltagua
- Población Bélgica
- Villa Jardín La Granja
- Barrio La Granja
- Villa El Pilar
- Población Santa Eduviges
- Villa El Almendral
- Villa Santa Claudia
- Villa Santa Lucía
- Zona Industrial Manuel Rodríguez
- Villa Ignacio Serrano
- Villa Los Rosales
- Villa La Portada
- Población Millalemu
- Villa Comercio
- Villa Las Américas
- Villa Los Paltos
- Villa Los Paltos II
- Villa Los Pensamientos
- Villa Formulario Nacional
- Villa Suiza
- Villa Bahía Catalina
- Villa Rodelillo
- Villa La Serena
- Villa Padre Hurtado
- Villa Poeta Neruda
- Villa Las Quintas
- Villa El Parque
- Villa Azul
- Población Alberto Celery
- Villa Benjamín Subercaseaux
- Villa Don Benjamín
- Villa Misía Corina
- Villa Lagos del Sur
- Villa Santiago Sur
- Población Capitán Ávalos
- Villa Lucila Godoy
- Villa Lago Chungará
- Villa Lo Videla

## Administración

### Municipalidad

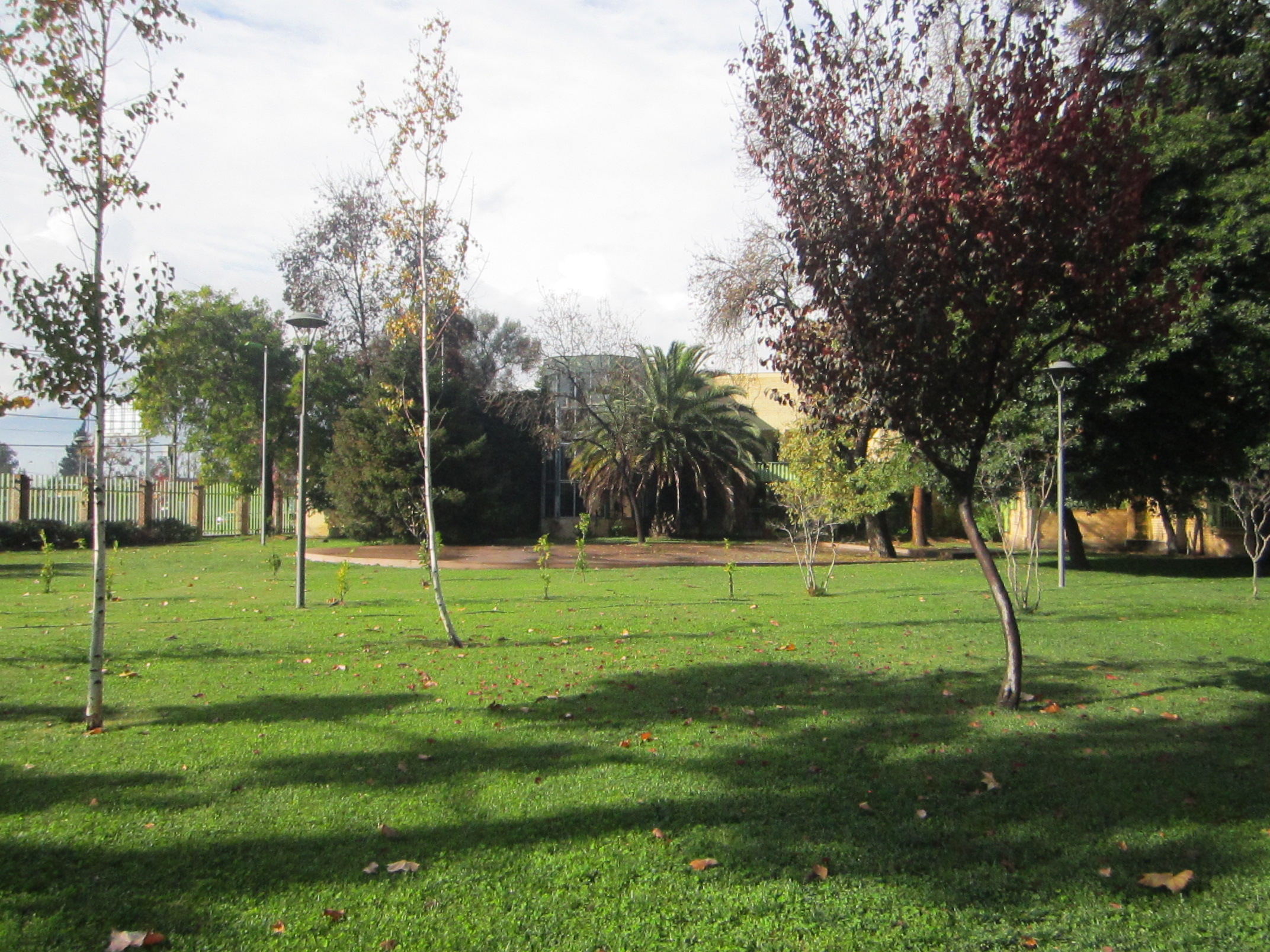
Edificio consistorial de la Ilustre Municipalidad de La Granja.

La Ilustre Municipalidad de La Granja es dirigida en el periodo 2024-2028 por el alcalde Claudio Arriagada (Ind), quien es asesorado por los concejales:
- María de la Jara Frias (RN)
- Tamara Osorio Peralta (REP)
- Nancy Nicul Loncoleo (PAVP)
- Juan Valdés Valdés (PS)
- Bernardita Aguirre Cabezas (PS)
- Sergio Urbina Núñez (DC)
- Ximena Palacios Orellana (FA)
- Guillermo Moreno Barrios (PL)

### Representación parlamentaria
La Granja pertenece al Distrito Electoral n.º 10 y a la 7.ª Circunscripción Senatorial (Región Metropolitana). Es representada en la Cámara de Diputados del Congreso Nacional por los diputados Gonzalo Winter (FA), Lorena Fries (FA), Emilia Schneider (FA), Alejandra Placencia (PCCh), Helia Molina (PPD), Jorge Alessandri Vergara (UDI), María Luisa Cordero (Ind-RN) y Johannes Kaiser (PRCh) en el periodo 2022-2026. A su vez, en el Senado la representan Fabiola Campillai Rojas (Ind), Claudia Pascual (PCCh), Luciano Cruz Coke (EVOP), Manuel José Ossandon (RN) y Rojo Edwards (PRCh) en el periodo 2022-2030.

## Economía
En 2018, la cantidad de empresas registradas en La Granja fue de 1.349. El Índice de Complejidad Económica (ECI) en el mismo año fue de 1,16, mientras que las actividades económicas con mayor índice de Ventaja Comparativa Revelada (RCA) fueron Elaboración de Productos de Aluminio en Formas Primarias (91,17), Venta al por Mayor de Madera no Trabajada y Productos de Elaboración Primaria (58,26) y Fabricación de Fibras Manufacturadas (48,42).

### Comercio
En el ámbito del comercio, se destacan los Supermercados Santa Isabel con 2 locales, así como el Supermercado Mayorista 10. Entre los centros comerciales, resaltan el Centro Comercial Los Pensamientos y el Strip Center Santa Rosa. La casa matriz de Ferretería Imperial y Placa Centro Masisa son puntos clave en el sector. La zona también cuenta con el Mercado Modelo San Gregorio y el Mercado Persa La Granja. Las Ferias libres de la comuna, sumando un total de 13, son una parte esencial de la vida comercial, al igual que el comercio en la Avenida Santa Rosa. Los servicentros de Shell, Copec y Petrobras complementan la oferta. Además, la comuna posee una red comunal de comercio barrial, incluyendo almacenes, bazares, quioscos, panaderías, farmacias, carnicerías, verdulerías, botillerías y ferreterías, junto con establecimientos de comida rápida y restaurantes.
En lo que respecta a servicios financieros, la comuna dispone del Banco Estado y Banco CrediChile. También están presentes Servipag y la Caja de Compensación Los Héroes, brindando una amplia gama de servicios de pago y compensaciones financieras.

## Servicios públicos
La comuna cuenta con una variada red de equipamientos urbanos, de los cuales la mayoría son municipales.

### Bomberos
La comuna cuenta con la protección de la Primera Compañía del Cuerpo de Bomberos La Granja-San Ramón-La Pintana.

### Seguridad
En cuanto a las fuerzas de seguridad, la comuna está servida por Carabineros de Chile que posee la 13.ª Comisaría La Granja, la Subcomisaría Parque Brasil y la Tenencia Mauricio Rivera López.

### Reparticiones públicas

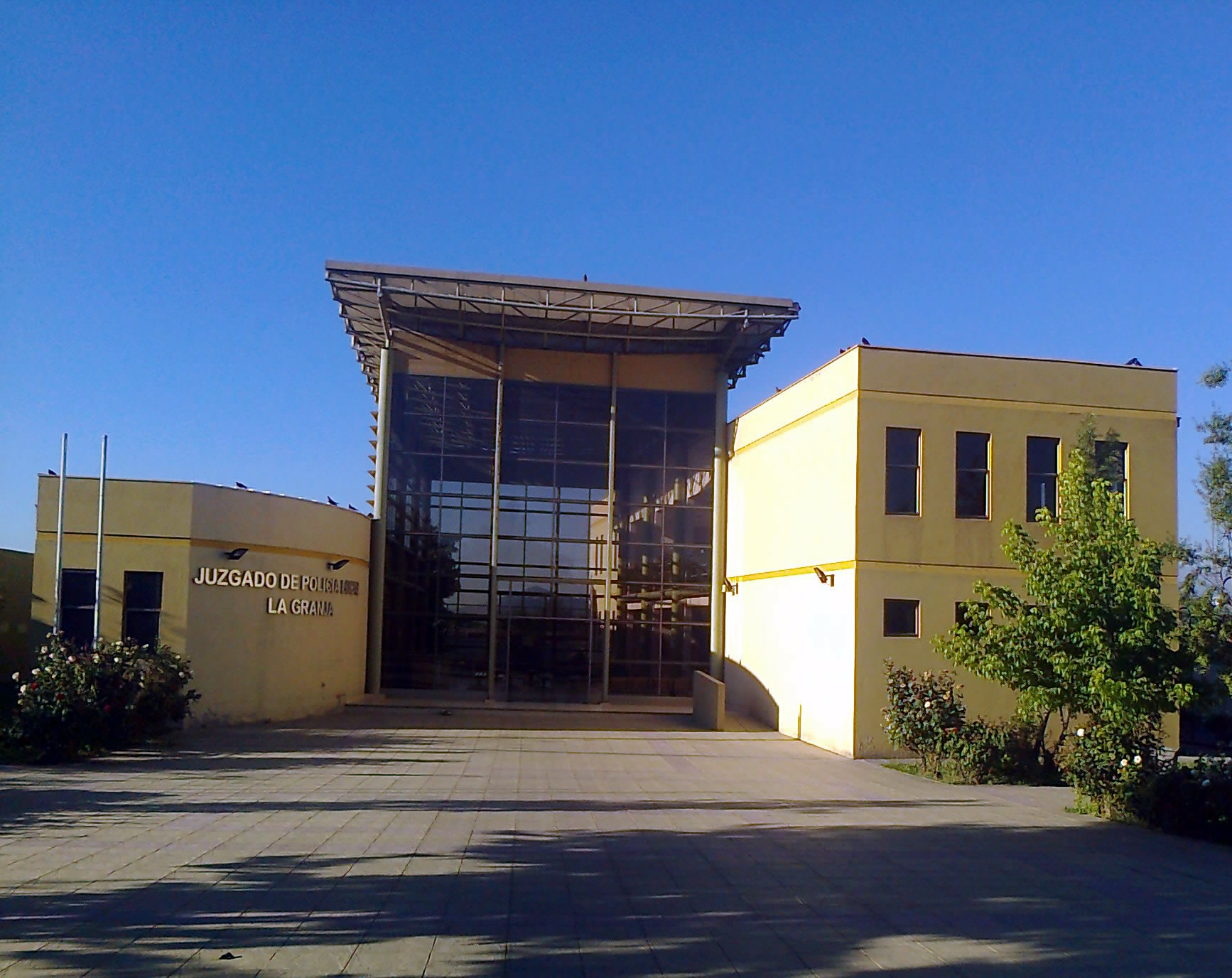
Juzgado de Policía Local de La Granja.

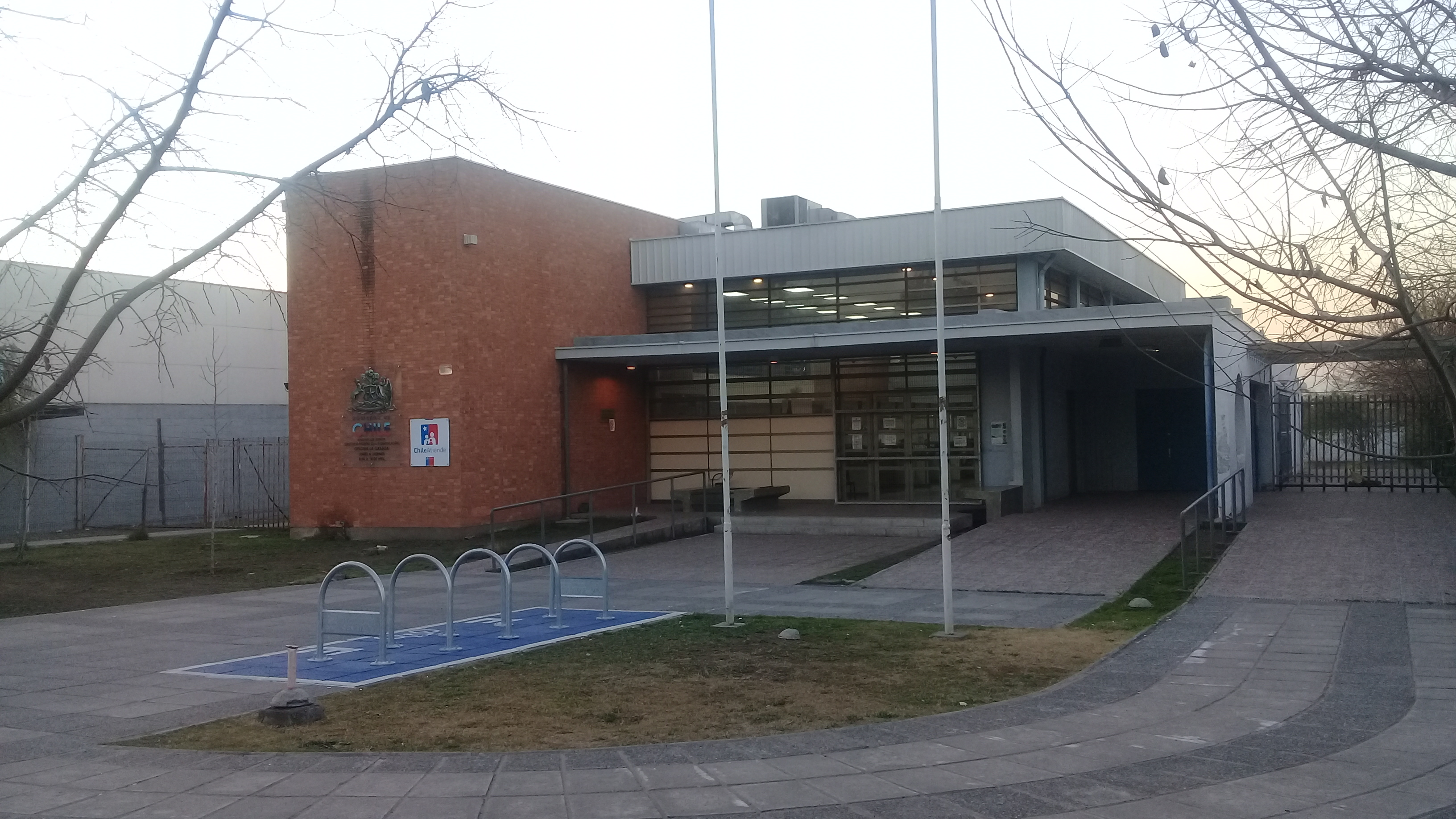
Sede La Granja del Servicio de Registro Civil e Identificación.

- Juzgado de Policía local de La Granja
- Oficina del Servicio de Registro Civil e Identificación

### Salud
La comuna solo cuenta con equipamiento de salud primaria. Todos los servicios son de gestión municipal, con la excepción del centro de salud Tierra Nueva. Entre los centros de salud familiar se encuentran el centro de salud familiar La Granja, el centro de salud familiar Malaquías Concha, el centro de salud familiar Esteban Gumucio y el centro de salud familiar La Granja Sur. Además, está el SAPU La Granja y el Centro de Especialidades Médicas de La Granja. La comuna también dispone del Centro Comunitario de Salud Familiar Yungay, del Centro Comunitario de Salud Familiar San Gregorio y del Centro Comunitario de Salud Familiar Millalemu.
En cuanto a servicios especializados, se cuenta con un Centro Podológico Municipal y su sede sur, un Centro de Diálisis Municipal, una Clínica Dental Escolar Municipal, la Unidad de Atención Primaria Oftalmológica (UAPO) La Granja, la Farmacia Comunitaria "Vida Buena" y el Centro de Hipoterapia Parque Brasil. Para los adultos mayores, están disponibles la Casa del Adulto Mayor Sede Norte y la Casa del Adulto Mayor Sede Sur.
Además, se cuenta con el centro de salud Tierra Nueva (parroquial) y el centro de diálisis Padre Hurtado (privado). La comuna también alberga diversas consultas dentales y centros médicos independientes, ubicados en varios puntos, principalmente en la Avenida Santa Rosa.

### Educación
En el ámbito educativo, la comuna cuenta con un total de 16 establecimientos educacionales públicos, los cuales están administrados por el Servicio Local de Educación Pública Gabriela Mistral. Además, existen varios otros establecimientos particulares subvencionados.
En cuanto a la educación preescolar, la comuna dispone de una red comunal de 21 jardines infantiles públicos, administrados por el SLEP Gabriela Mistral, la Junji y la Fundación Integra. También cuenta con una red comunal de jardines infantiles privados.
En el nivel de educación básica, los establecimientos públicos administrados por el SLEP Gabriela Mistral incluyen el Colegio Poeta Neruda, Escuela Básica Héroes de Yungay, entre otros. Los establecimientos particulares subvencionados comprenden el Colegio Padre Esteban Gumucio, Elliot College, entre otros.
La educación básica y media está representada por establecimientos como el Liceo Malaquías Concha, administrado por el SLEP Gabriela Mistral, y colegios particulares subvencionados como el Colegio Claudio Matte y el Colegio San Gregorio de La Salle. Además, se destaca el Colegio Betania, orientado a la reinserción escolar de adultos y dependiente de la Fundación Hogar de Cristo.
En educación media, los establecimientos públicos administrados por el SLEP Gabriela Mistral incluyen el Liceo Polivalente Francisco Frías Valenzuela y el Liceo Técnico Profesional Patricio Aylwin Azocar, además de establecimientos particulares subvencionados como el Liceo Polivalente Bahía Darwin y el Saint Christian College.
Para la educación especial, los establecimientos públicos administrados por el SLEP Gabriela Mistral son el Colegio Santa Teresita de Los Andes y el Colegio Reina Guillermina de Holanda.
En educación superior, se encuentra la sede La Granja de Inacap, cuyo edificio fue inaugurado en diciembre de 2022.
Por último, la comuna alberga la Biblioteca Pública N° 28, ubicada dentro del Centro Vasco.

## Cultura

### Religión
En la comunidad católica, la Parroquia San Pedro y San Pablo incluye varias capillas importantes, como Nuestra Señora de Guadalupe, María de la Esperanza, Comunidad Cristo Resucitado y San Damián de Molokai. Por otro lado, la Parroquia San Gregorio alberga las Capillas Los Misioneros, Santa Teresa de Los Andes, Jesús de Nazareth, Virgen de Los Pobres y Cristo Resucitado. La Parroquia Los Doce Apóstoles también es un centro de fe significativo, con capillas como Sagrado Corazón de Jesús, San Cayetano y María Misionera.
En cuanto a otros credos, los Evangélicos tienen una presencia destacada en la comuna a través de una extensa red local de templos, contando con cientos en total. La comunidad Mormona cuenta con 5 centros de reuniones en la comuna, que se agrupan bajo la Estaca La Bandera. Los Testigos de Jehová disponen de 4 salones del reino en la comuna, ofreciendo espacios de culto y reunión para sus seguidores. Además, los Adventistas tienen una presencia sólida en La Granja con 4 iglesias y el colegio Christian Garden School, lo que demuestra su compromiso con la educación y la fe en la comunidad.

### Museos

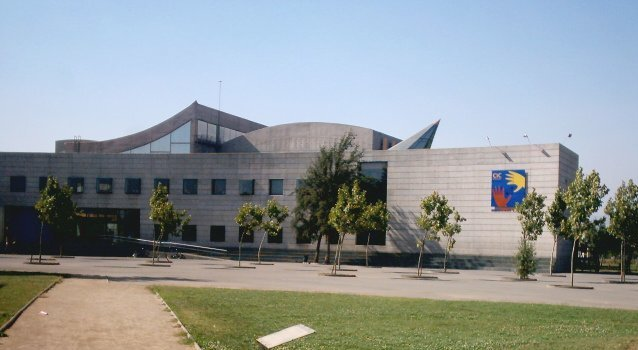
Museo Interactivo Mirador.

El Museo Interactivo Mirador es un centro destinado a la educación sobre ciencia y tecnología focalizado en los niños que ofrece a los visitantes una experiencia interactiva y lúdica. Abarca un complejo de más de 11 hectáreas con un innovador edificio museo diseñado por los connotados arquitectos Baixas y del Río, además de una serie de instalaciones anexas al aire libre al interior del Parque Brasil. Fue inaugurado el año 2000 y es administrado por la Fundación Tiempos Nuevos dependiente de la Dirección Sociocultural de la Presidencia de la República. Es el museo más visitado de Chile.

### Arte
El mural El primer gol del pueblo chileno fue pintado por Roberto Matta junto a la Brigada Ramona Parra en 1971 para conmemorar el primer año del gobierno de Salvador Allende, en lo que entonces era la piscina municipal de La Granja. En la época de la dictadura de Pinochet fue mandado a borrar con 14 capas de pintura. En la década de los 2000 fue recuperado por el municipio granjino para luego edificar el Centro Cultural Espacio Matta, espacio consagrado a este mural.

### Centros de extensión

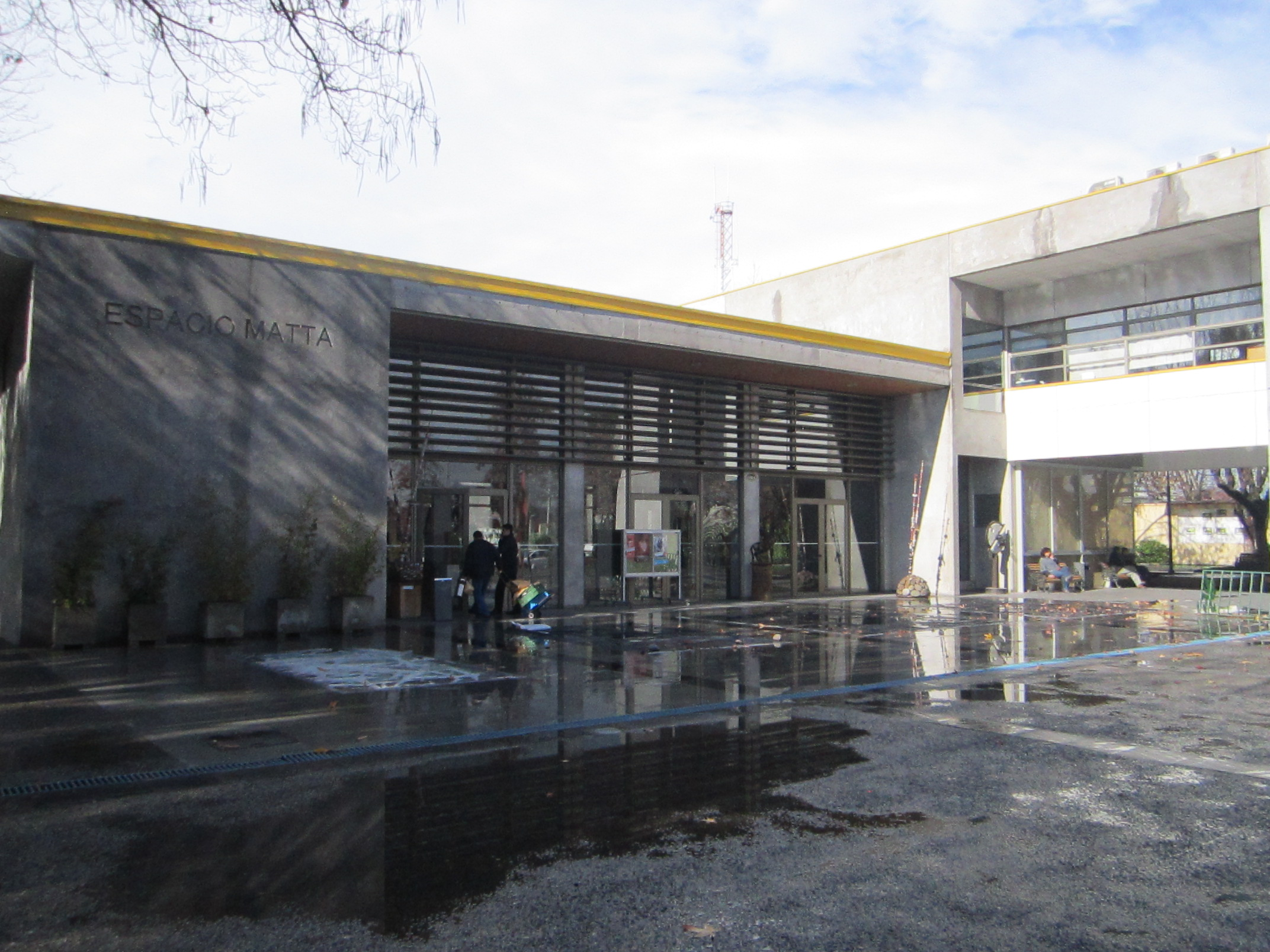
Centro Cultural Espacio Matta.

El Centro Cultural Espacio Matta es el principal centro cultural de la Zona sur de Santiago, con cerca de 70 000 visitas al año. Inaugurado el año 2010 junto a la Municipalidad de La Granja en lo que otrora fuera la piscina municipal. Fue construido en torno al mural "El primer gol del pueblo chileno" de Roberto Matta, de aquí el nombre de este espacio cultural. Este recinto ofrece una interesante cartelera cultural de eventos de todo tipo además de talleres para la comunidad granjina y de todo el sector sur de la capital.
El Centro Vasco La Granja es un edificio donado por el Gobierno vasco, destinado al funcionamiento de ONGs y algunos servicios públicos, como la Defensoría Comunal y la Corporación de Asistencia Judicial.
En la comuna también existe una Red comunal de sedes vecinales y centros comunitarios, que proporciona espacios para el encuentro y la organización de los vecinos. El Telecentro San Gregorio es otro punto importante, brindando acceso a tecnologías de información y comunicación para la comunidad.
La Casa de la Mujer La Granja es un espacio dedicado a apoyar y empoderar a las mujeres de la zona, ofreciendo diversos programas y servicios. Además, la Casa del Adulto Mayor en la comuna sirve como un centro para el bienestar y la actividad social de los adultos mayores, proporcionando un espacio de reunión y actividades diversas.
Otros centros culturales comunitarios de la Corporación Cultural de La Granja: Centro Cultural Sonia Viveros, Centro Cultural Gabriela Mistral, Centro Cultural Malaquías Concha, Centro Cultural y Juvenil San Gregorio, Centro Cultural Poeta Neruda.

## Lugares de interés

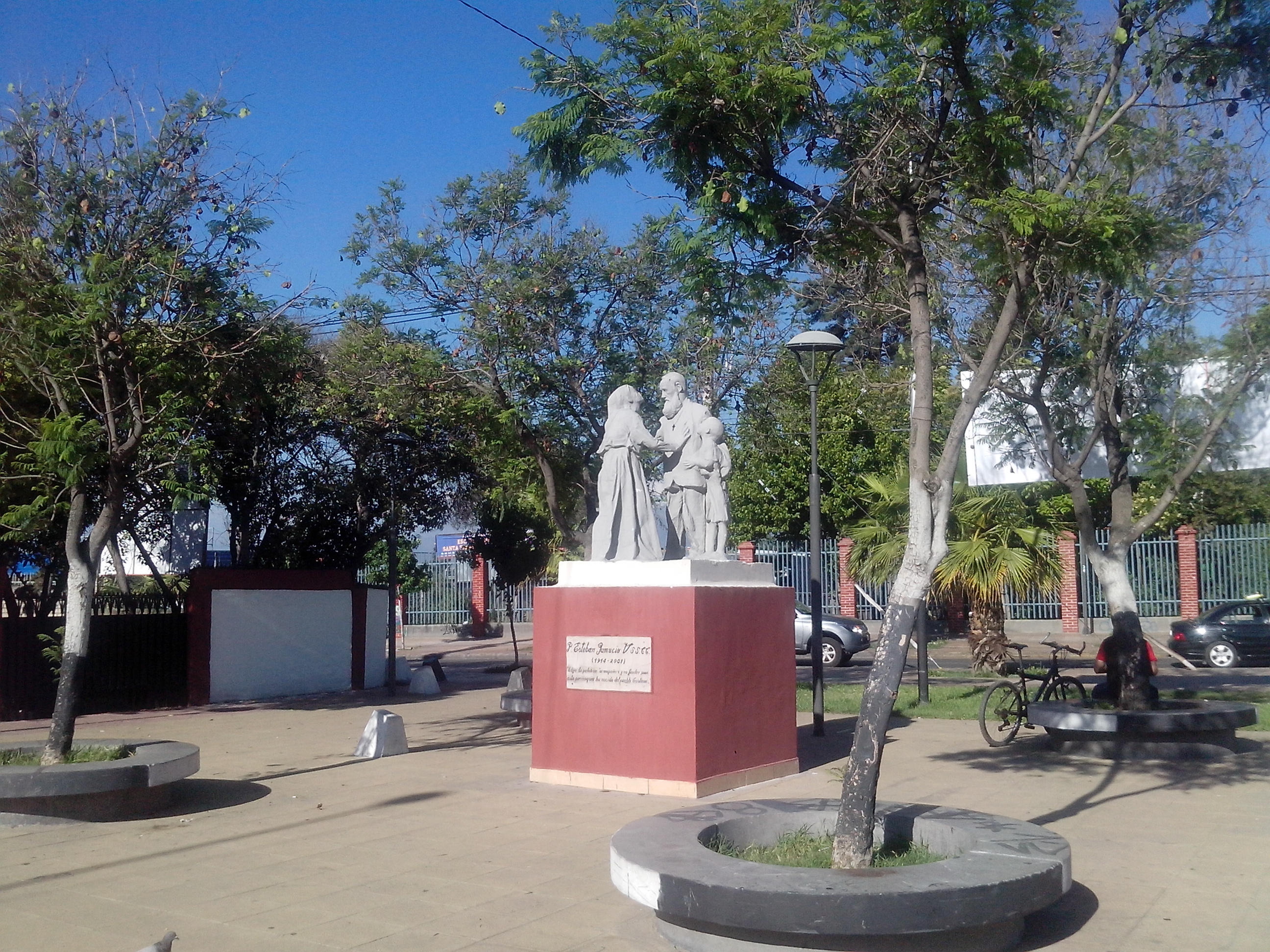
Estatua del Padre Esteban Gumucio Vives SSCC, en la Parroquia San Pedro y San Pablo.

La «Tumba del Padre Esteban Gumucio Vives en la Parroquia San Pedro y San Pablo» es un memorial que alberga los restos mortales del sacerdote católico y candidato a beato Esteban Gumucio Vives, quién fuese una de las figuras venerables principales de la Congregación de los Sagrados Corazones. Durante su vida fundó la Parroquia San Pedro y San Pablo en la modesta Población Joao Goulart de La Granja, mismo lugar donde a partir de 2008 descansan sus restos.
El Mercado Modelo San Gregorio, originalmente Mercado de abastos, fue inaugurado el año 1964 por el presidente Eduardo Frei Montalva. Localizado en el corazón de la Población San Gregorio, ofrece una alternativa económica de abastecimiento para los vecinos del sector además de una interesante oferta gastronómica; el municipio ha invertido y hecho esfuerzos para rescatar y renovar este lugar por lo que se ha transformado en todo un hito comercial y cultural para la comuna de La Granja.

## Transporte

### Metro de Santiago

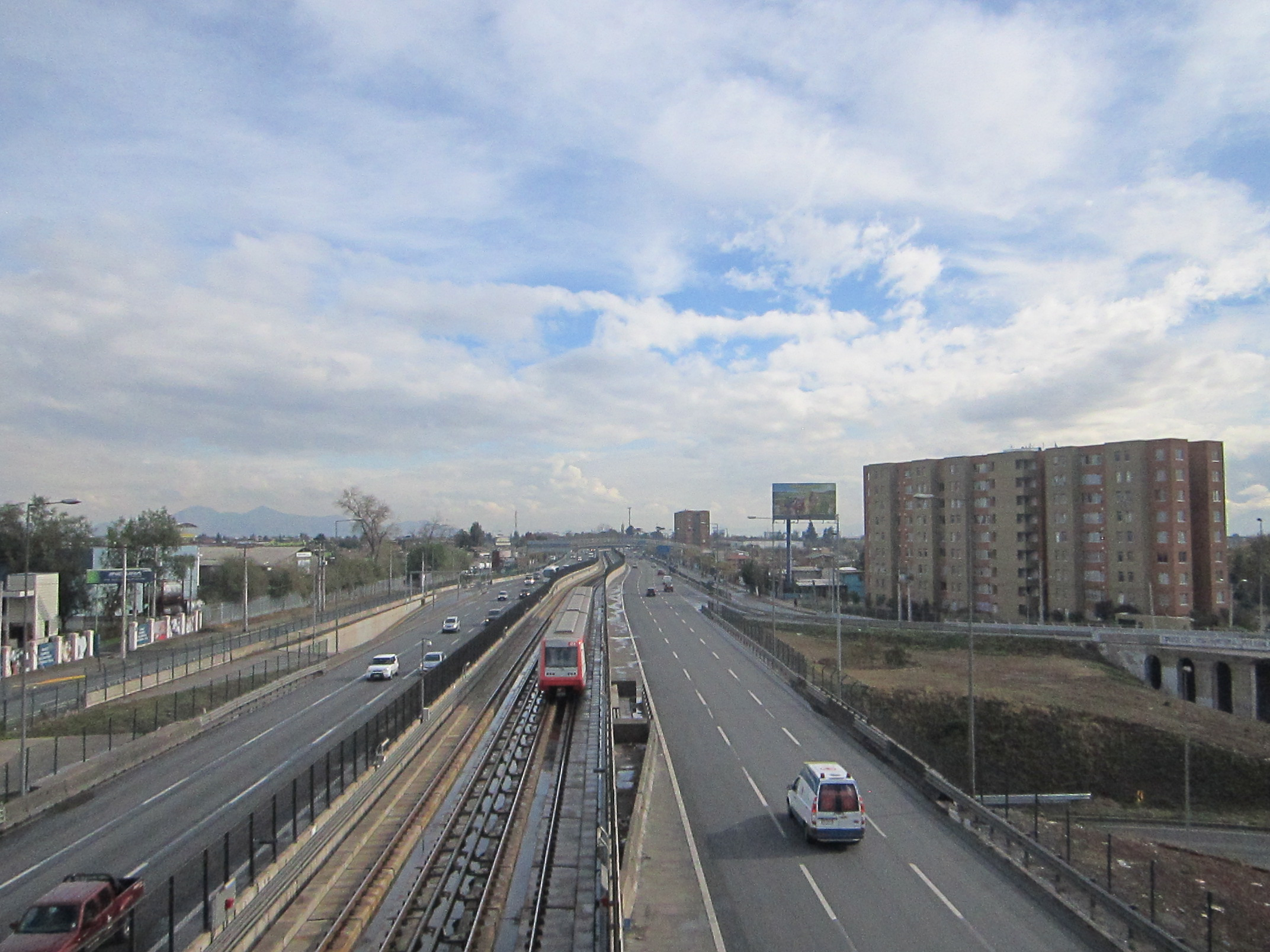
Línea 4A del Metro de Santiago en su paso por la comuna de La Granja.

La comuna cuenta con 2 estaciones de la Línea 4A del Metro de Santiago en la Avenida Circunvalación Américo Vespucio:
- Línea 4A: La Granja • Santa Rosa.

Además se ha anunciado la construcción de la nueva Línea 9 del Metro de Santiago que esta prevista para el año 2028. 
- Línea 9: Lo Ovalle • Linares • Santa Rosa • Hospital Padre Hurtado (nombres tentativos)

### Red
La Granja junto a La Florida eran las dos comunas que conformaban la Zona E del Transantiago. Hay dos corredores exclusivos de buses en las avenidas Santa Rosa y Las Industrias.
Por otro lado, la comuna es atravesada por dos autopistas urbanas: Vespucio Sur que discurre en un sentido oriente-poniente por superficie en la avenida homónima y Acceso Sur que opera en un túnel subterráneo bajo la Avenida Cardenal Raúl Silva Henríquez (ex La Serena) en sentido norte-sur; ambas vías poseen un cruce que las interconecta.

### Ciclismo
En cuanto a otras formas de movilidad, La Granja cuenta con 6,5 kilómetros de ciclovías.

## Deportes

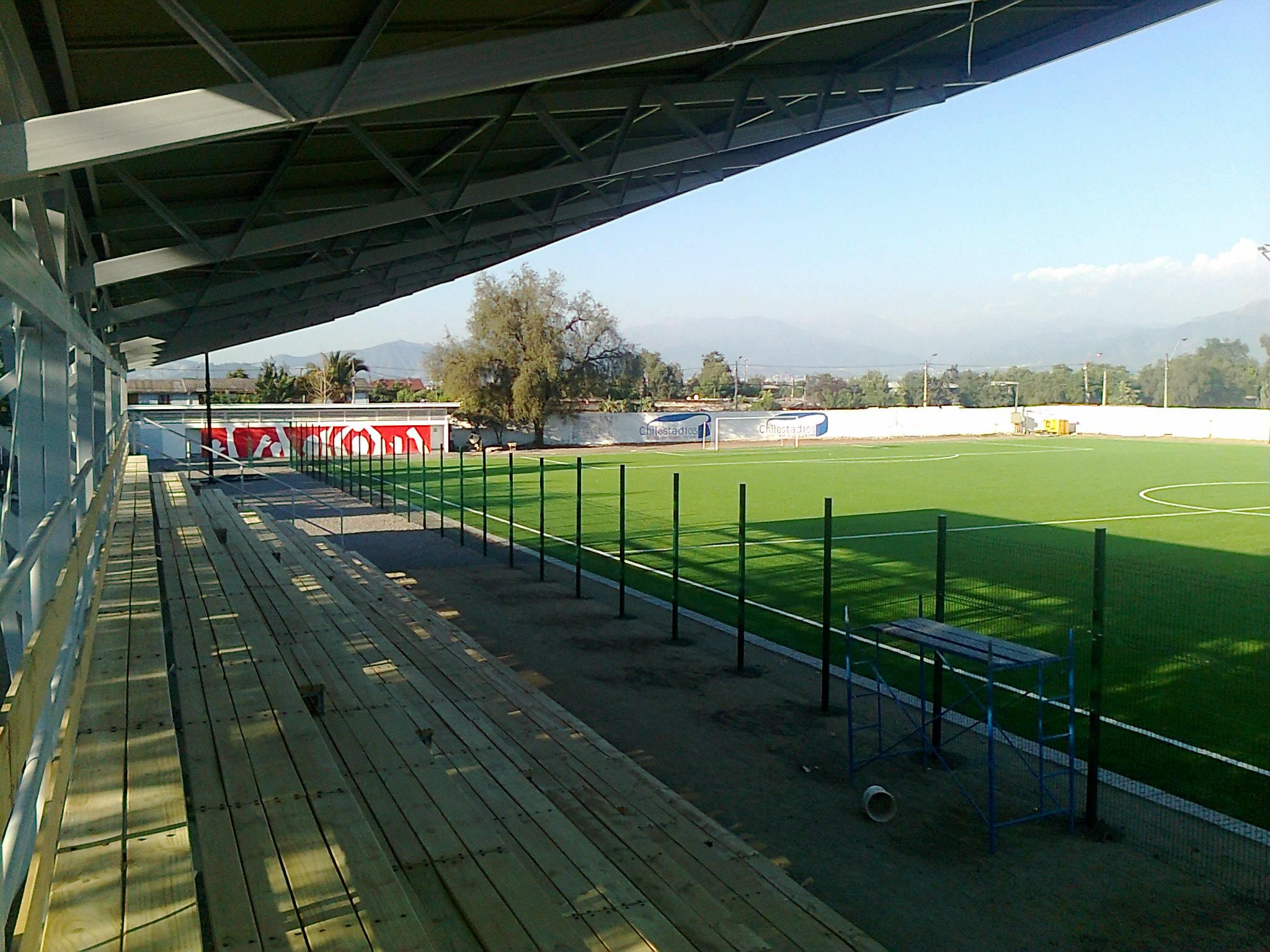
Estadio San Gregorio.

El Estadio San Gregorio ofrece una cancha de césped sintético, iluminación artificial, camerinos, servicios higiénicos y gradas techadas para 360 espectadores. Es el estadio donde juega sus partidos de local el Deportivo La Granja de la Tercera División B de Chile. Mientras que el Estadio Sargento Aldea también dispone de cancha de césped sintético, iluminación artificial, camerinos, servicios higiénicos y gradas para 520 espectadores.
El Complejo Deportivo Malaquías Concha cuenta con 2 canchas de césped sintético con iluminación artificial, una multicancha, gradas para 300 personas, sala de reuniones, estacionamientos, zona de juegos y de pícnic.
La infraestructura deportiva del Parque Brasil incluye 12 canchas de fútbol, 8 de tenis, una pista de patinaje, una cancha de hockey sobre patines, una pista de BMX y 8 multicanchas.
Entre los otros complejos deportivos se encuentran el Complejo Luis Huneeus, con 3 canchas de fútbol empastadas, el Complejo Deportivo San Gregorio, donde actualmente se construye el nuevo Polideportivo de La Granja (cuyas obras están paralizadas desde 2021), y el Complejo Deportivo Millalemu. La red comunal de canchas menores y multicanchas cuenta con cerca de un centenar, de las cuales 15 son de césped sintético.
Los Skateparks se encuentran en el Parque Esteban Gumucio, el Parque Combarbalá y en Villa Los Rosales.